# 181 TCN
Năm 181 TCN là một năm trong lịch Julius. 